# Замок у Бидліні
Замок у Бидліні — руїни середньовічного замку в околицях села Бидлін Олькуського повіту Малопольського воєводства Польщі, на Шляху Орлиних Гнізд. Замок знаходиться на високій скелі, певний час відігравав функції святилища. Серед вчених існують думки, що будівля ніколи не була замком, а від самого початку виконувала лише сакральні функції.

## Історія
Перша згадка про замок датується кінцем чотирнадцятого століття. На високому скелястому пагорбі був побудований форт, потім — оборонна вежа. Він виконував свою основну функцію близько двох сотень років. Перший власник був син Немежі з Гільчі. Саме його часто пов'язують з будівництвом фортеці.
З того часу, в шістнадцятому столітті, замок перейшов у власність Бонера, потім Фірлея, замок змінив понад 20 власників. На початку шістнадцятого століття родина Фірлея здійснила реконструкцію кріпосних стін до церкви. У період Реформації близько 1570, Іоан Фірлей (колишній власник Бидліна) на деякий час замість церкви, організував у замку кальвіністські збори. У 1594 році його син Микола знову перетворив будівлю в храм католицької церкви Святого Хреста, назва якого перейшла на весь пагорб. У 1655 році костьол був зруйнований шведами, які йшли на Ченстохову. Десятиліття потому він був відновлений сім'єю Менчинських. Наприкінці вісімнадцятого століття, замок був покинутий і поступово зруйнований.

## Археологія
Археологічні дослідження, проведені в 1989 році привели до відкриття раніше невідомих фундаментів будівель, у тому числі В'їзної вежі. Ці дані спонукали зрештою кваліфікувати будівлю як замок. Під час розкопок знайдені денарії Людвіка Угорського, датовані приблизно 1370, що дозволило припустити про спорудження замку в Бидліні у період правління Анжуйської династії.